# Hippaliosina adhaerens
Hippaliosina adhaerens is een mosdiertjessoort uit de familie van de Hippaliosinidae. De wetenschappelijke naam van de soort is voor het eerst geldig gepubliceerd in 1906 door Thornely.